# Les Mureaux
Les Mureaux là một xã trong vùng đô thị Paris, thuộc tỉnh Yvelines, vùng hành chính Île-de-France của nước Pháp, có dân số là 31.379 người (thời điểm 1999).